# Hawa N'Diaye
Hawa Ramatou N'Diaye (født 24. juli 1995) er en kvindelig håndboldspiller fra Senegal. Hun spiller for Toulon Saint-Cyr Var Handball og er anfører for Senegals kvindehåndboldlandshold, som stregspiller.
Hun deltog ved verdensmesterskabet i håndbold 2019 i Japan.